# Ил-78
Ил-78 (по кодификации НАТО: Midas) — советский самолёт-заправщик. Создан на базе самолёта Ил-76МД и предназначен для дозаправки в воздухе военных самолётов. Оборудован системой заправки в воздухе типа «шланг-конус». В настоящее время это единственный специализированный тип самолётов-топливозаправщиков на вооружении ВВС России. Также может использоваться в качестве военно-транспортного самолёта (утратил данную способность в модификации Ил-78М).

## История

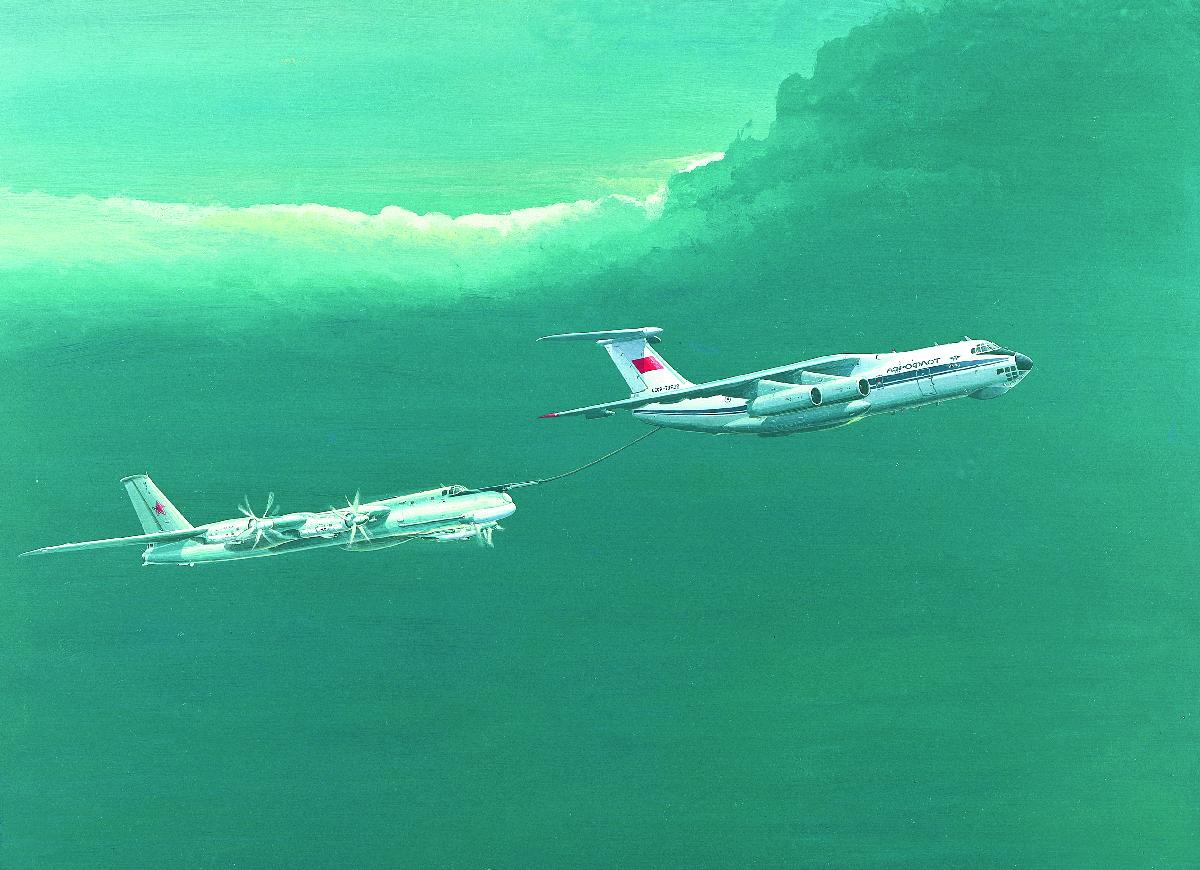
Ил-78 заправляет бомбардировщик Ту-95, иллюстрация из «Soviet Military Power», 1988 год

В связи с необходимостью замены устаревших самолётов-заправщиков Ту-16Н, М-4-2 и 3М-3 в начале 70-х годов начались работы по созданию новой специализированной машины на базе Ил-76. Основными задачами для нового самолёта было: повышение дальности полёта самолётов; повышение мобильности авиационных частей и соединений при их манёвре; срочная доставка топлива на передовые аэродромы и аэродромы манёвра; перевозка грузов и личного состава при конвертировании в транспортный вариант. Однако по-настоящему пригодным для этой роли самолёт стал лишь с появлением в 1981 году модификации Ил-76МД со взлётной массой, повышенной до 190 тонн, в фюзеляже которого установили две цилиндрические ёмкости на 23460 литров, включённые в общую топливную систему. Прототип нового самолёта-заправщика (регистрационный номер СССР-76556) совершил первый полёт 26 июня 1983 года (командир корабля — лётчик-испытатель В. С. Белоусов). Серийное производство развернули в 1984 году на Ташкентском авиационном производственном объединении параллельно с Ил-76.
Характерным отличием новой разработки от прежних самолётов-заправщиков, преимущественно ориентированных на обслуживание дальней авиации, являлась возможность взаимодействия и с самолётами фронтовой авиации, а также авиации ПВО. На машину установили три устройства (два на крыльях и один в кормовой части фюзеляжа с левой стороны) УПАЗ-1 (Унифицированный подвесной агрегат заправки) который был разработан в НПП «Звезда» под руководством Г. И. Северина и В. И. Харченко.
В состав УПАЗ-1 входит система аварийного отсоединения шланга от агрегата заправки в любом выпущенном его положении, аварийного отделения агрегата от самолёта заправщика, противообледенительная система, система сигнализации о пожаре.

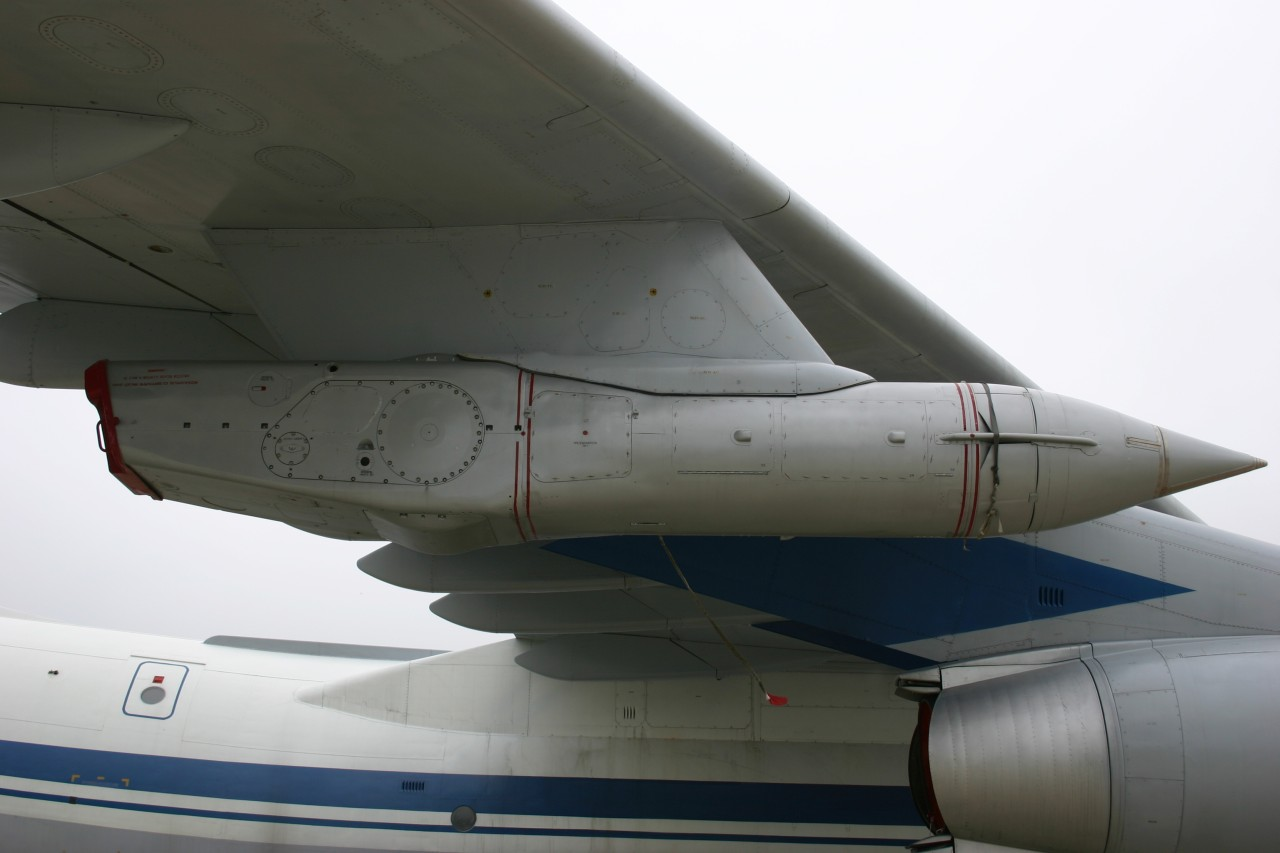
УПАЗ-1

Помимо дозаправки в воздухе Ил-78 может служить и танкером для перевозки горючего. При отдаче топлива «на земле» УПАЗы не используются, вместо них к внутрифюзеляжным бакам подводятся до 4-х топливопроводов, которые выводятся наружу через погрузочный люк. Также для Ил-78 была предусмотрена конвертация в транспортный самолёт, для чего УПАЗы и два фюзеляжных бака были сделаны съёмными, а на борту имеются две грузовые лебёдки ЛПГ-3000А с тянущим усилием 3000 кгс, тельферное, рольганговое и швартовочно-такелажное оборудование.
7 марта 1988 года под управлением В. С. Белоусова совершил первый полёт модифицированный самолёт-заправщик Ил-78М с повышенной до 210 тонн взлётной массой. Новая машина утратила возможность быстрой конвертации в транспортный самолёт, так как для увеличения объёма перевозимого топлива разработчики внесли ряд изменений в конструкцию. Например, в грузовом отсеке были установлены три несъёмных цилиндрических бака на 36 тонн горючего, отсутствует десантно-транспортное оборудование и задний погрузочный люк — что позволило снизить собственную массу конструкции самолёта на 5 тонн. Также было усилено крыло, изменено крепление фюзеляжного агрегата заправки с установкой более производительной модификации ПАЗ-1М (производительность перелива топлива до 2900 л/мин., в отличие от 2200 л/мин. у УПАЗ-1).
Управление заправкой в воздухе на Ил-78(М) происходит от специально оборудованного места оператора заправки, находящегося на месте кормовой стрелковой установки. Одновременно могут дозаправляться в воздухе один «тяжёлый» самолёт или одновременно две «лёгкие» машины от подкрыльевых УПАЗов.
- Ил-78 при взлётной массе в 190 тонн и удалении от аэродрома вылета в 1000 км в состоянии передать 60—65 тонн топлива, а при удалении в 2500 км — 32—36 тонн[2].
- Ил-78М при взлётной массе в 210 тонн и удалении от аэродрома вылета в 1800 км в состоянии передать 60—65 тонн топлива, а при удалении в 4000 км — 32—35 тонн[7].

При работе с грунтовых ВПП эти числа уменьшаются примерно вдвое.
После контакта заправляемого самолёта с заправочным конусом Ил-78 начинается автоматическая передача топлива, которая прекращается после перекачки заданного оператором количества. Подачу топлива может прервать как оператор заправки, так и экипаж заправляемого самолёта. Заправка выполняется на скоростях 450—520 км/час и высотах 4-7 км вне облаков и длится 15-20 мин, за это время самолёты пролетают 100—150 км.
На конец 1991 года было выпущено 45 самолётов модификаций Ил-78 и Ил-78М. Позднее, в 2003—2006 годах, было построено ещё 6 машин (Ил-78МКИ) для экспорта в Индию.
25 января 2018 года совершил первый полёт самолёт Ил-78М-90А собранный на заводе «Авиастар-СП» в Ульяновске. На этой модификации отсутствует кормовая кабина оператора заправки, двигатели Д-30КП заменены на ПС-90А-76 с повышенной степенью двухконтурности и увеличенной взлётной тягой, удельный расход топлива ниже, что позволило увеличить дальность и брать большее количество топлива для заправки самолётов. Предусмотрена возможность конвертации в военно-транспортный самолёт.

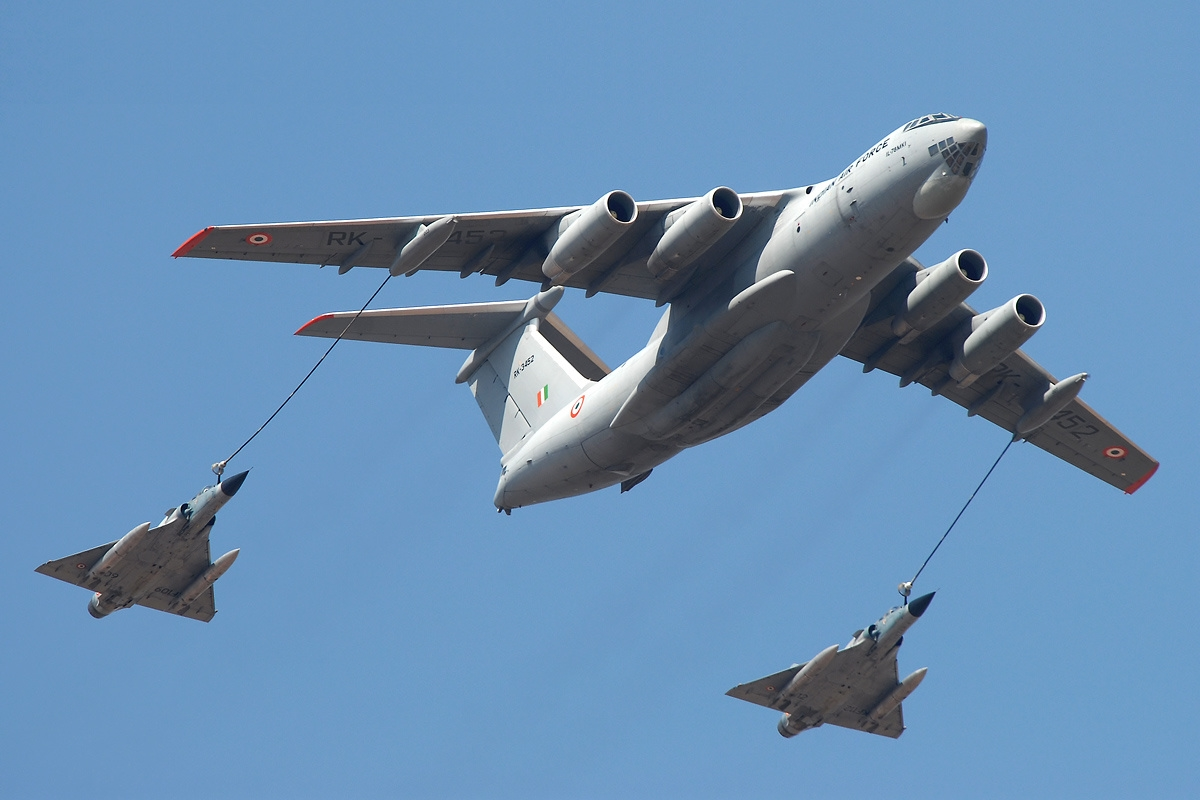
Дозаправка двух Mirage 2000 от Ил-78МКИ ВВС Индии

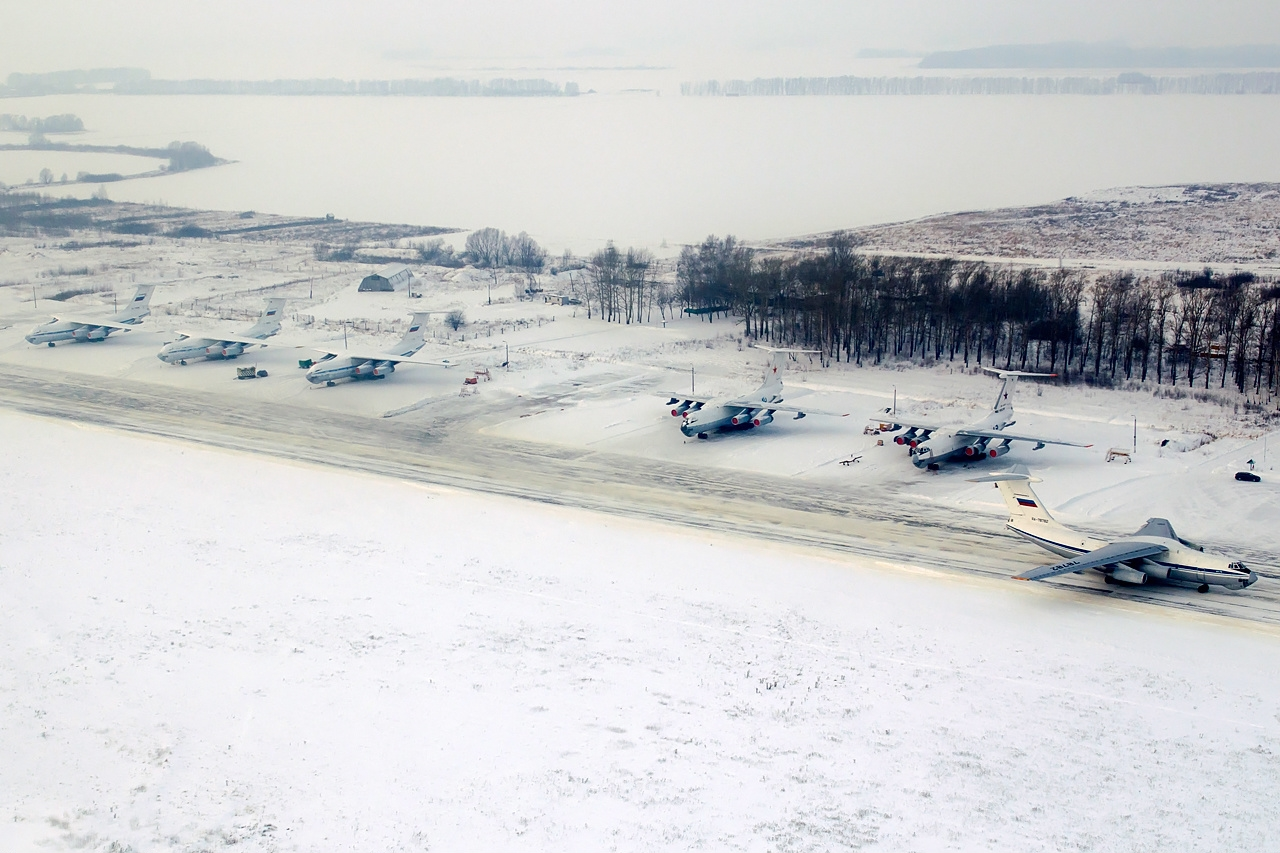
Ил-78М на авиабазе Дягилево

## Эксплуатация

### В СССР
В 1985 году первые пять серийных машин поступили в Иваново в Учебный центр ВТА, откуда четыре из них летом 1986 года переданы в Узин и были включены в состав Дальней авиации.
В июне 1987 года Ил-78 был официально принят на вооружение ВВС СССР.
В СССР помимо работы с бомбардировочной и фронтовой авиацией в числе задач Ил-78 было обеспечение патрулирования и боевого дежурства стратегических ракетоносцев над Арктикой, Тихим и Атлантическим океанами, для чего часть самолётов перелетали на арктические и дальневосточные аэродромы.
Авиаполки, вооружённые самолётами-заправщиками Ил-78:
- 106-я тяжелая бомбардировочная авиационная дивизия им. 60-летия СССР

- 409-й авиационный полк самолётов-заправщиков

- Узин, г. Узин Украинская ССР

По состоянию на 1992 год в полку находилось 24 Ил-78. При нём была организована техническая база для обслуживания самолётов и обучения личного состава.
- 201-я тяжелая бомбардировочная авиационная дивизия

- 1230-й авиационный полк самолётов-заправщиков

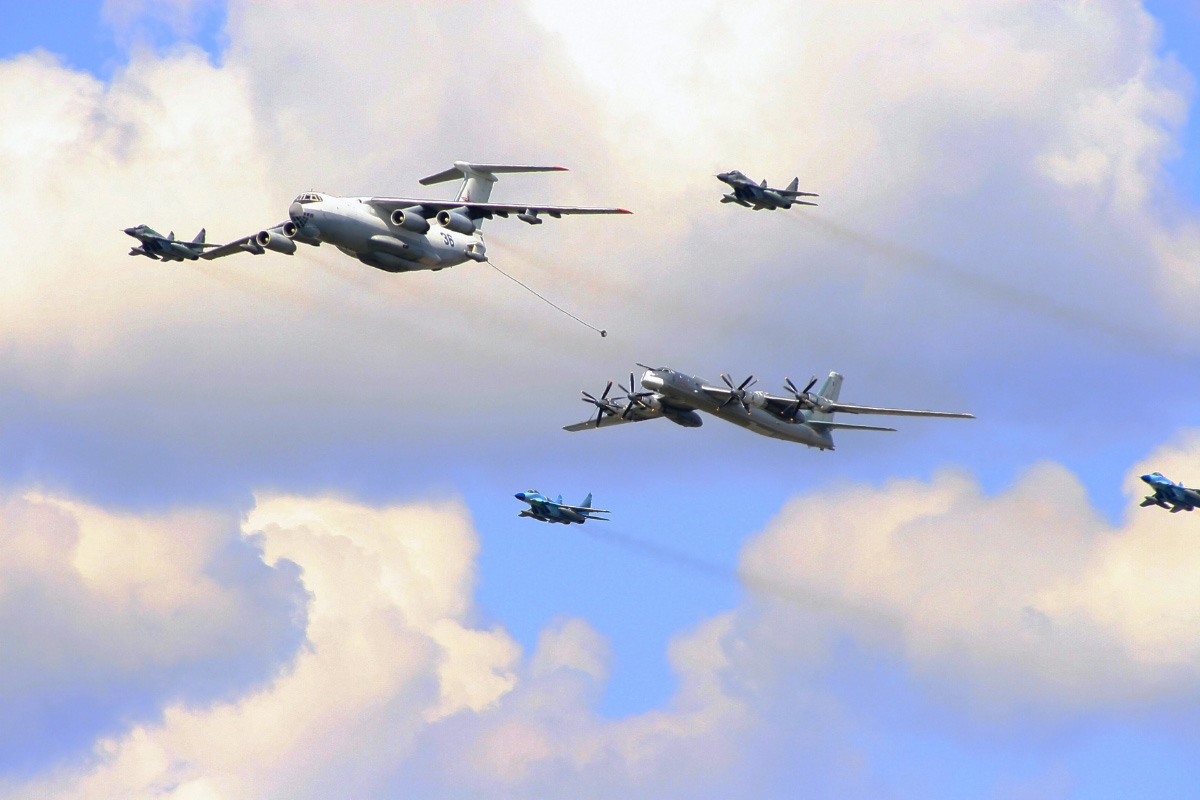
Имитация дозаправки Ту-95 в воздухе. Парад в честь Дня Победы.

- Энгельс, РСФСР

### В Российской Федерации
С 2008 года воздушные танкеры Ил-78 стали постоянными участниками авиационной составляющей парадов над Красной площади, имитирующими дозаправку самолётов различных типов.
По состоянию на 2013 год в отдельной авиагруппе 6950 гвардейской авиационной базы (г. Рязань) числится 21 самолёт.

### Индия
ИЛ-78МКИ применялся Индией в ходе пограничного конфликта с Пакистаном в 2019 году.

## Модификации
Нередко за Ил-78 принимают летающую лабораторию Ил-76 (рег. CCCP-76501), на которой проводились испытания УПАЗов. Сейчас эта машина находится на хранении в Лётной академии Национального авиационного университета.
|                 | Модификации самолёта Ил-78 |     |
| Модификация     | Описание | Ед. |
| Ил-78           | Базовая модификация | 32  |
| Ил-78В (проект) | Разрабатывался в начале 1990-х годов. В модификации реализовывалась возможность дозаправки самолётов западного производства, для чего предполагалось оснастить Ил-78 УПАЗ Mk.32B производства американской фирмы Flight Refueling Unlimited. |     |
| Ил-78М          | Усиленное шасси. Негерметичная грузовая кабина (отсутствуют внутренняя обшивка, грузовой люк с погрузочной рампой и гермоперегородка), добавлен третий фюзеляжный бак. | 13  |
| Ил-78М-2        | Проект модернизации Ил-78М аналогично Ил-76МД-М. |     |
| Ил-78МК         | Проект (МК — модернизированный, конвертируемый), модификация Ил-78М конвертируемая в транспортную конфигурацию. Разработана и подготовлена к серийному производству в начале 1990-х годов, однако заказов на самолёт не последовало. |     |
| Ил-78МК-90      | Проект самолёта-заправщика на базе Ил-78МК с двигателями ПС-90А-76. |     |
| Ил-78МКИ        | (МКИ — модернизированный, коммерческий, индийский), модификация Ил-78М, поставляющаяся по государственному контракту индийским ВВС. | 6   |
| Ил-78МП         | Обозначение для четырёх самолётов поставленных государственной компанией Укрспецэкспорт по контракту в Пакистан. Серийные машины ремонтировались, дооборудовались и красились на Николаевском авиационно-ремонтом предприятии (ГП НАРП). Контракт подписан в конце 2006 года, поставка осуществлялась в период с декабря 2009 года по май 2012 года. | 4   |
| Ил-78М-90А      | Самолёт-заправщик на базе Ил-76МД-90А. Выпускается на заводе «Авиастар» в Ульяновске. | 1   |

Помимо СССР работы по модернизации Ил-76 в самолёт-заправщик проводились в Ираке. В 1988 году на один из Ил-76МД, состоявших на вооружении ВВС Ирака, был установлен приобретённый в Советском Союзе УПАЗ, который закрепили на центральной стойке грузолюка. Из-за этой особенности при взлёте и посадке створку грузолюка приходилось поднимать вверх. Самолёт-заправщик был способен единовременно заправлять только один самолёт Су-22М4 или МиГ-27.

## Лётно-технические характеристики
Источник данных: Владимир Ильин. «Боевые и военно-транспортные самолеты и вертолеты ВВС России»

Технические характеристики
- Экипаж: 6
- Грузоподъёмность: 50 тонн (для Ил-78М)[14]
- Длина: 46,54 м
- Размах крыла: 50,5 м
- Высота: 14,76 м
- Площадь крыла: 300 м²
- Максимальная взлётная масса: 190 т (210 т для Ил-78М)
- Масса топлива во внутренних баках: 118 т (126 т для Ил-78М)

- в том числе в фюзеляжных баках: 28 т (36 т для Ил-78М)

- Силовая установка: 4 × ТРДД Д-30КП-2
- Тяга: 4 × 12300 кгс
- Вспомогательная силовая установка: 1 × ГТД ТА-12А

Лётные характеристики
- Максимальная скорость: 950 км/ч
- Крейсерская скорость: 750 км/ч

- Рабочая скорость при выполнении дозаправки: 430-590 км/ч

- Боевой радиус: 4000 км (для Ил-78М)[14]
- Перегоночная дальность: 9500—10000 км
- Практический потолок: 11230 м

- Рабочая высота при выполнении дозаправки: 2000—9000 м

- Длина разбега: 1700 м (2080 м для Ил-78М)
- Длина пробега: 1000 м (с реверсом)

## Потери
| Дата       | Бортовой номер | Место аварии | Жертвы  | Краткое описание |
| ---------- | -------------- | ------------ | ------- | --- |
| 25.03.1993 | 76736          | Узин         | 0/н. д. | Кабина самолёта была разрушена крылом рулящего мимо Ил-78 № 76653. Так как при этом была повреждена перегородка гермокабины, борт списали и порезали на металлолом. |
| 17.07.1998 | UR-UCI         | близ Асмэры  | 10/10   | Столкнулся с холмом во время захода на посадку из-за перегруза самолёта и ошибки экипажа.                                                                           |

## Операторы
- Алжир
  - ВВС Алжира — 6 Ил-78, по состоянию на 2016 год[16]
- Индия
  - ВВС Индии — 6 Ил-78, по состоянию на 2016 год[17]
- Китай — 1 Ил-78, по состоянию на 2016 год[18][19][20]
- Россия — 5 Ил-78 и 10 Ил-78М по состоянию на 2024 год[21]
- Пакистан — 4 Ил-78, по состоянию на 2022 год[22]

Бывшие операторы
- Ливия — 1 Ил-78, по состоянию на 2009 год[23]
- США — 2 Ил-78 были приобретены у Украины[24]